# Isognathus
Isognathus är ett släkte av fjärilar. Isognathus ingår i familjen svärmare.

## Dottertaxa tillIsognathus, i alfabetisk ordning[1]

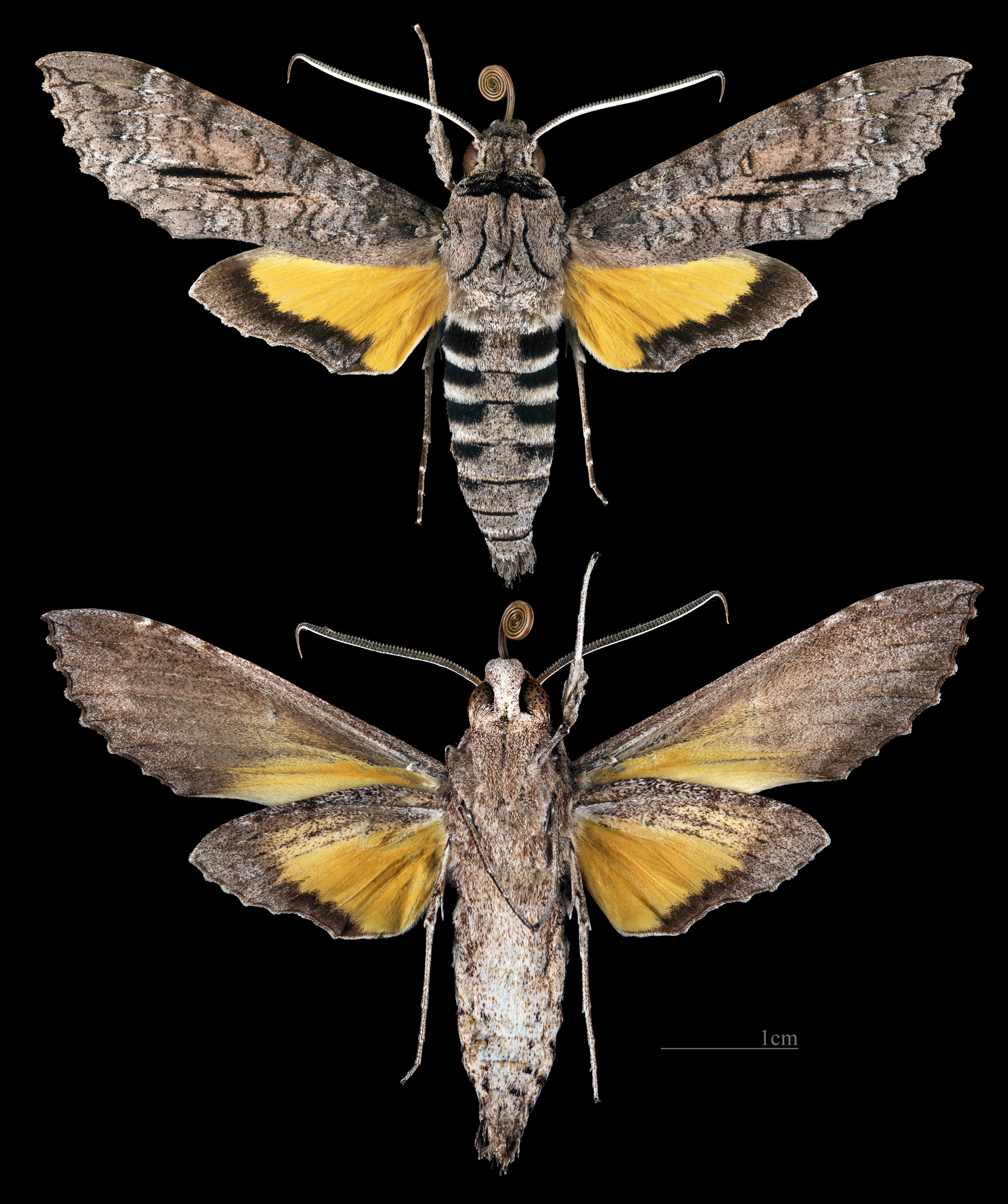
Isognathus allamandae
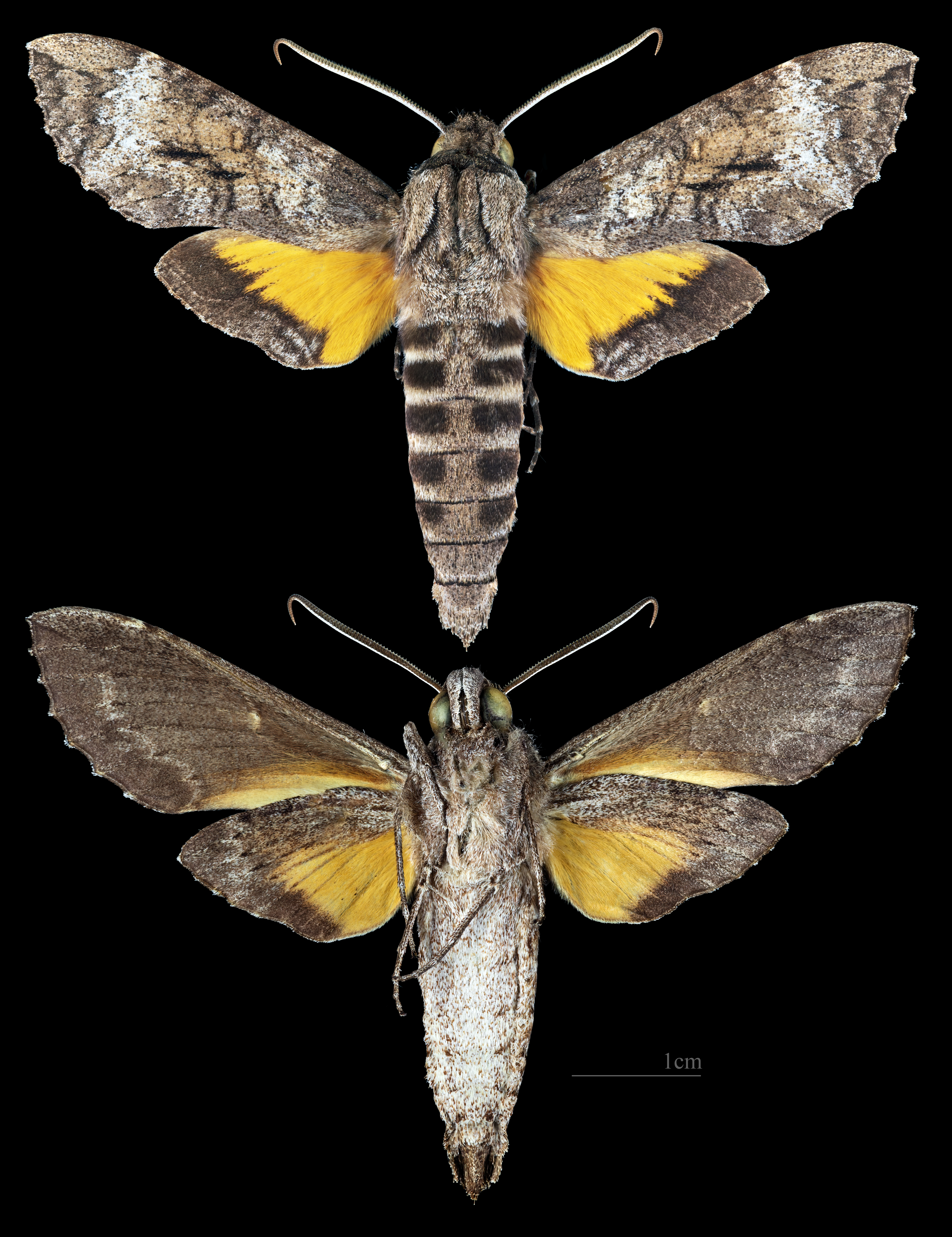
Isognathus amazonica
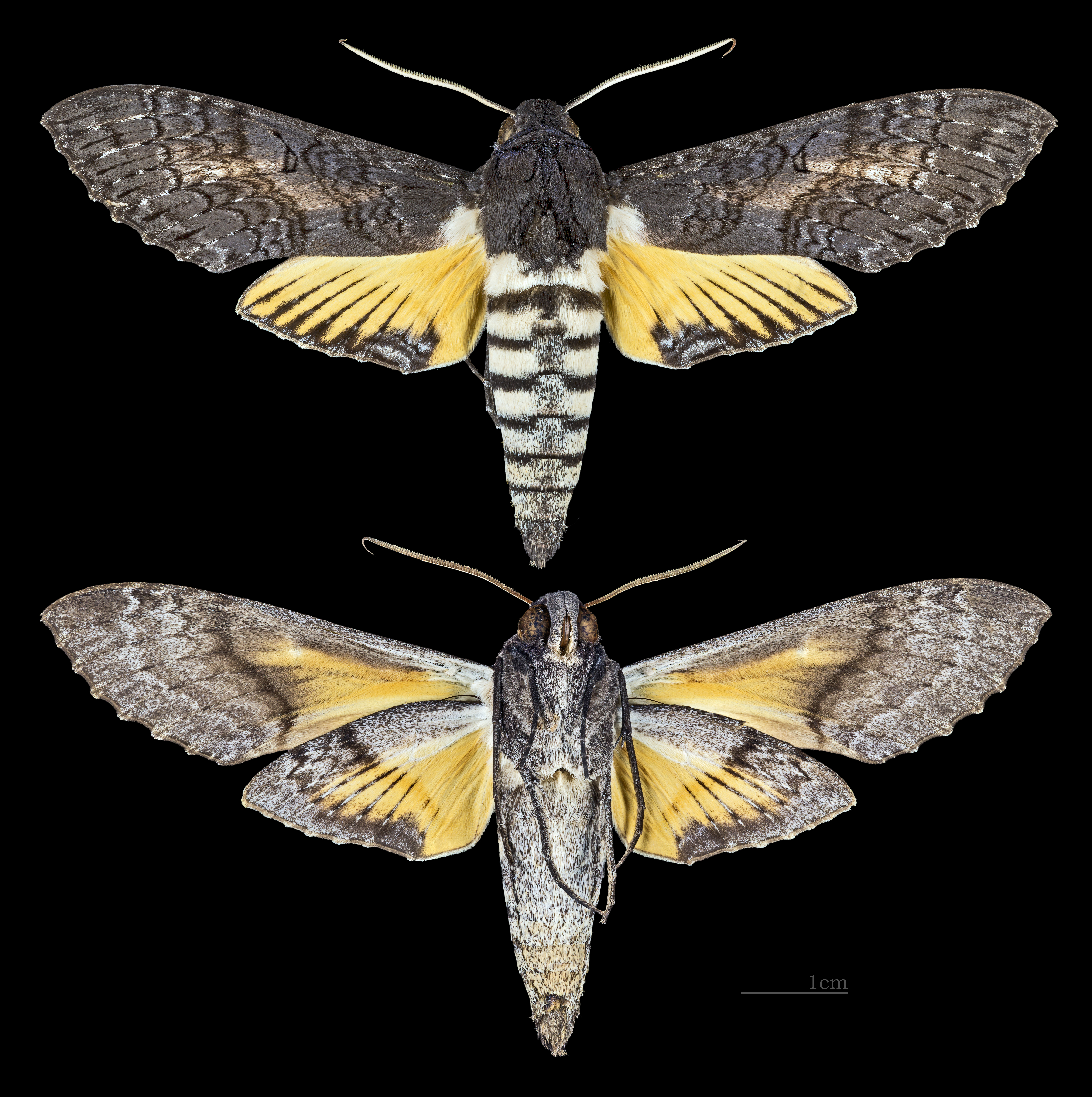
Isognathus amazonicus
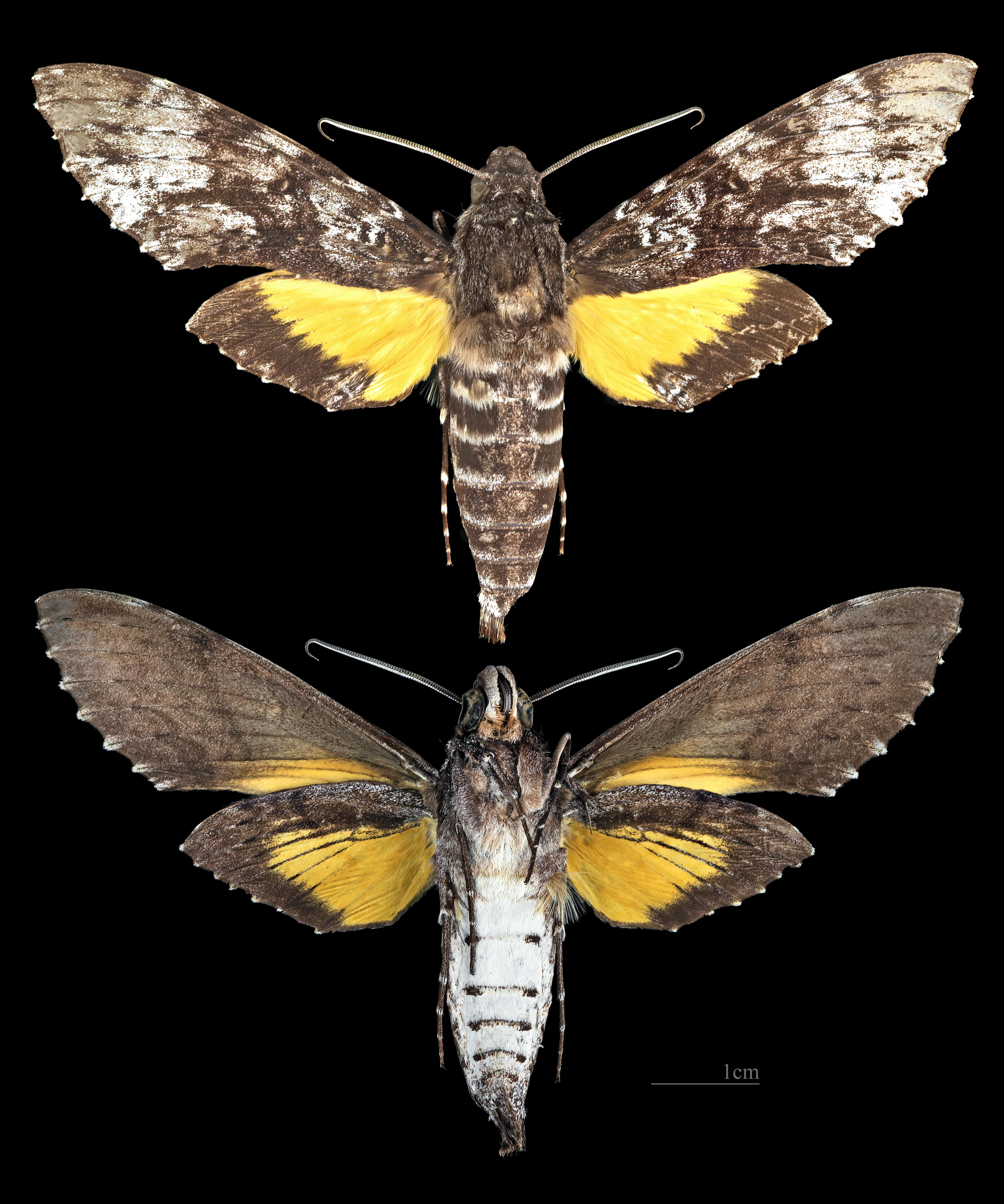
Isognathus andae
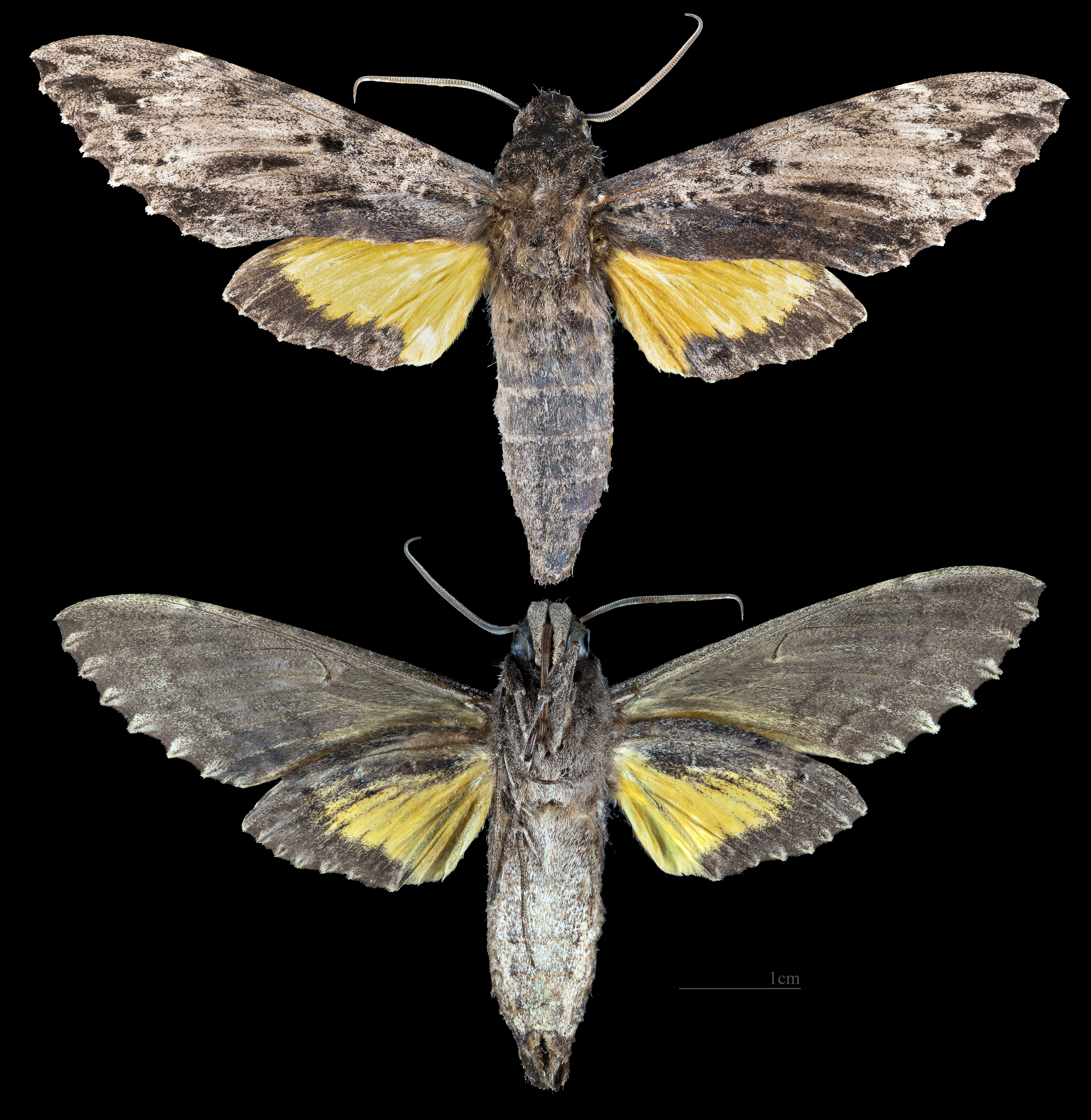
Isognathus australis
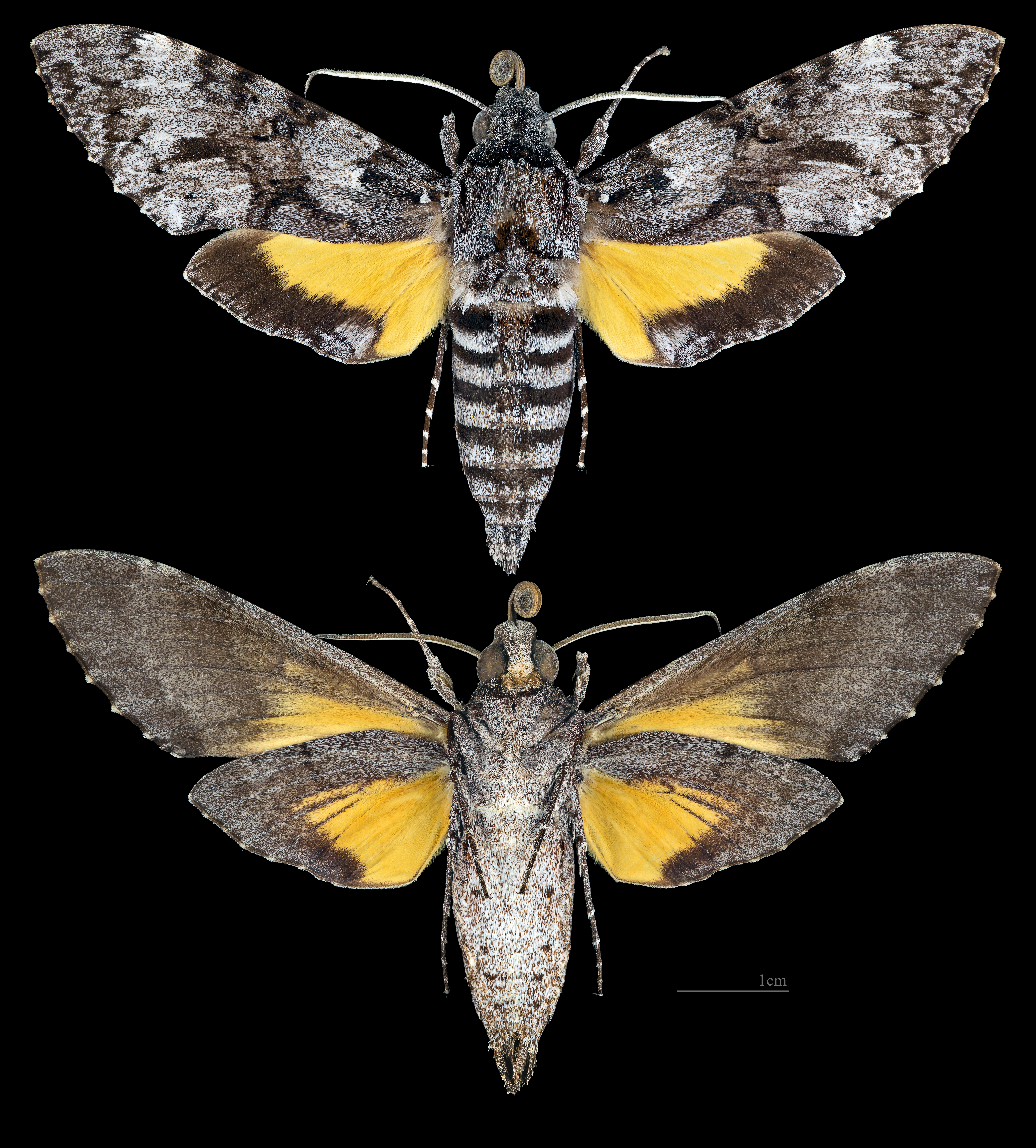
Isognathus brasiliensis
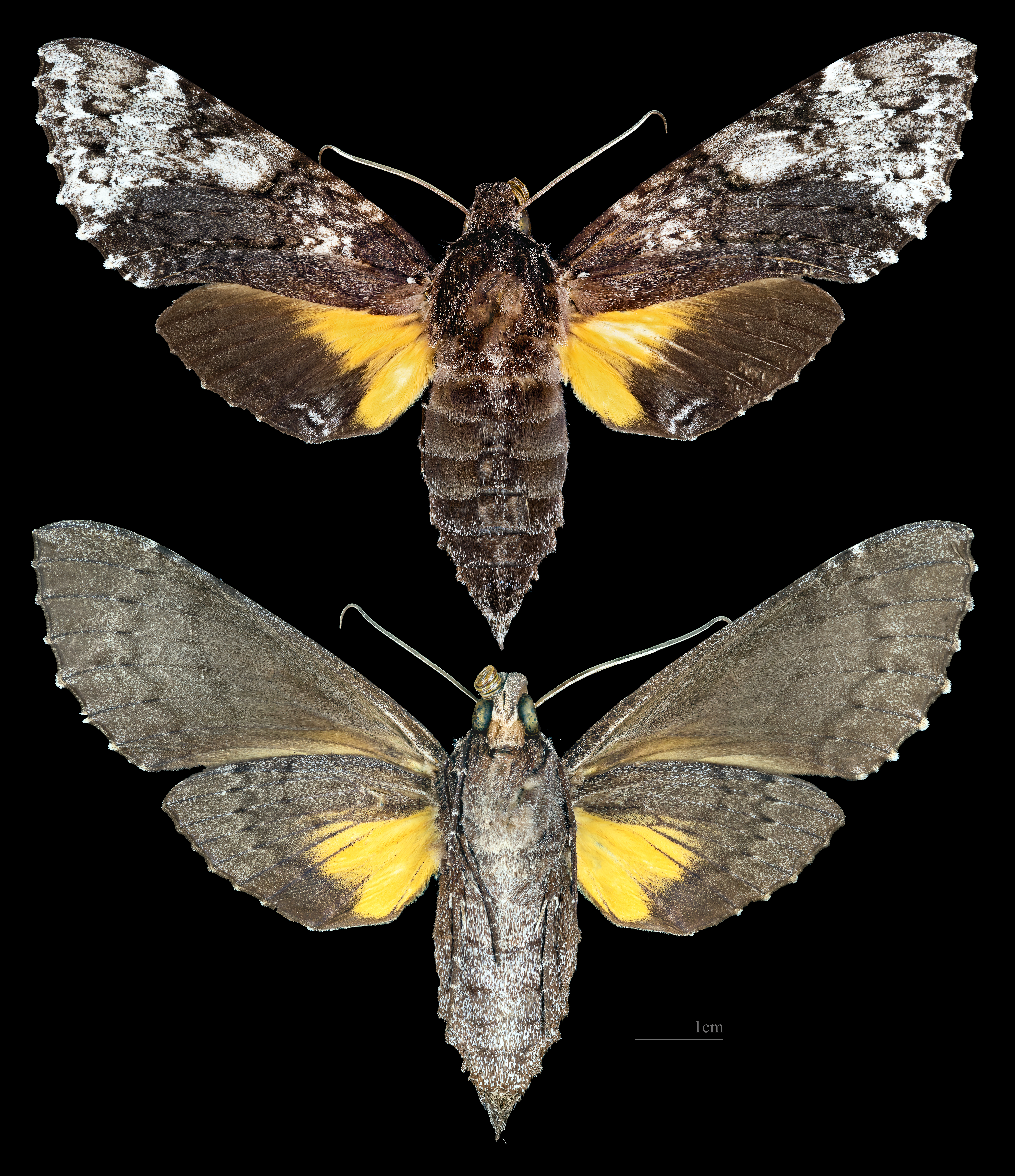
Isognathus cacus
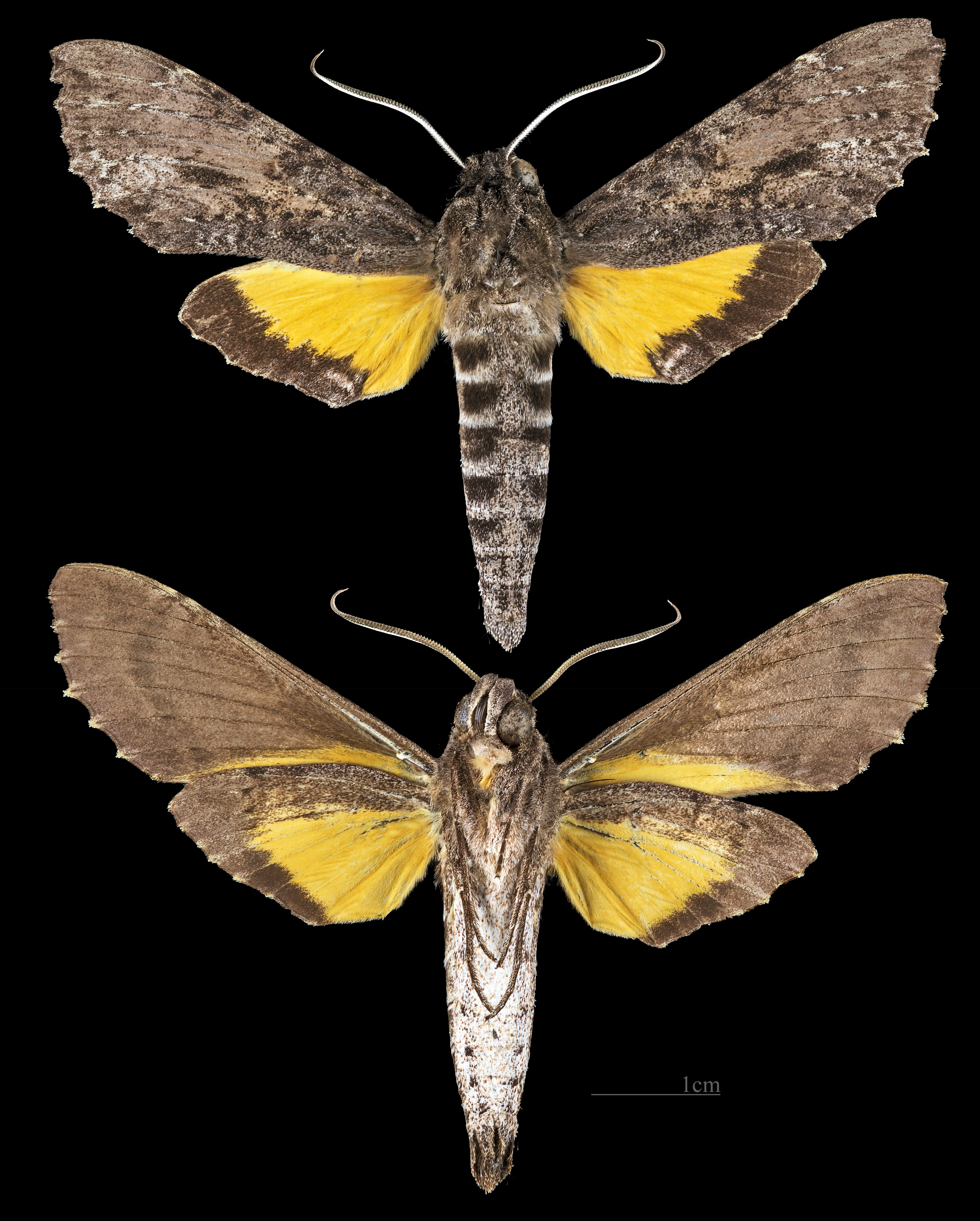
Isognathus cahuchu
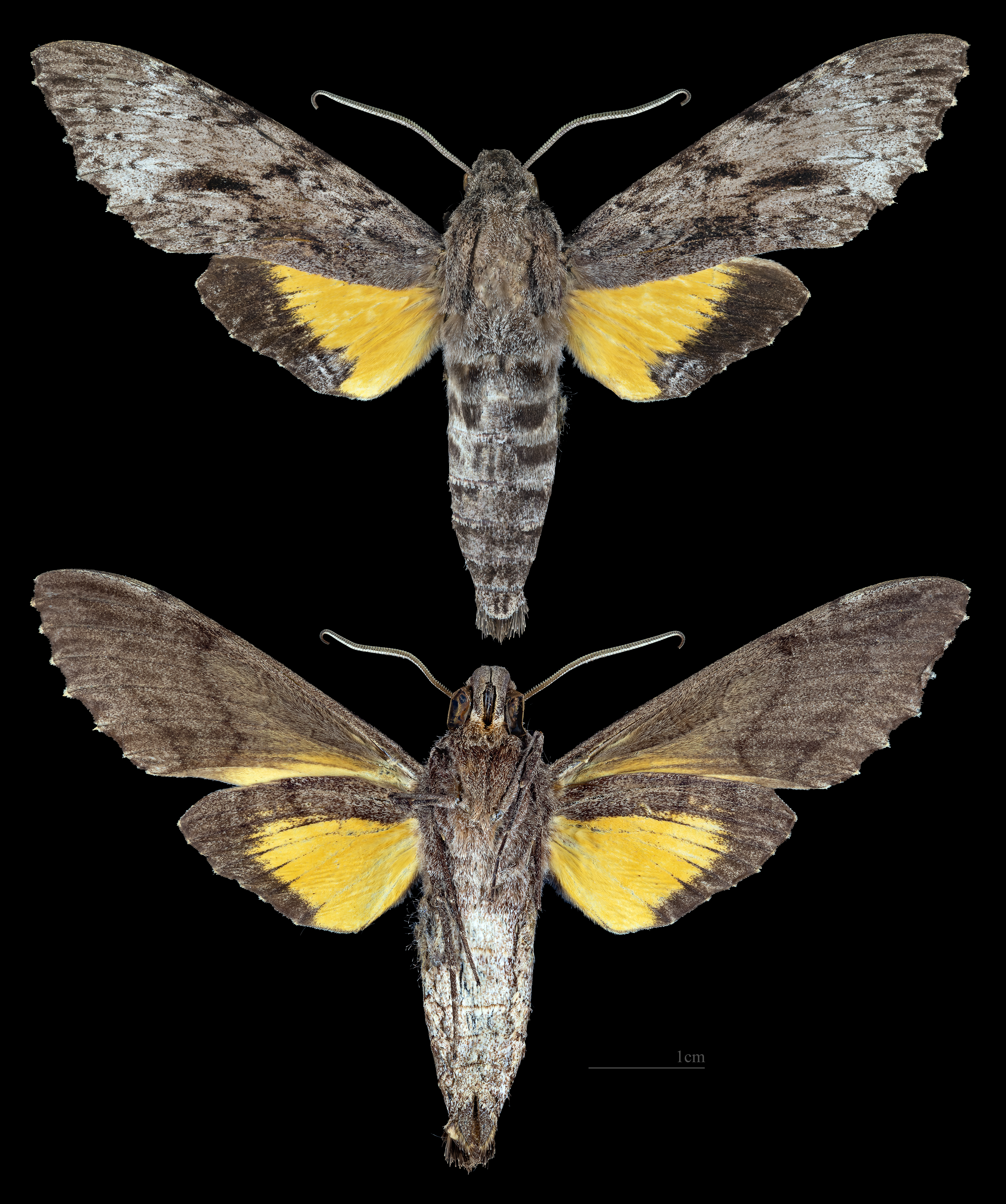
Isognathus caricae
- Isognathus congratulans
- Isognathus excelsior
- Isognathus fumosa
- Isognathus inclitus
- Isognathus jamaicensis
- Isognathus laura
- Isognathus leachi
- Isognathus menechus
- Isognathus metascyron
- Isognathus molitor
- Isognathus mossi
- Isognathus occidentalis
- Isognathus papayae
- Isognathus pedilanthi
- Isognathus pelops
- Isognathus rimosa
- Isognathus scyron
- Isognathus seyron
- Isognathus silenus
- Isognathus swainsoni
- Isognathus tepuyensis
- Isognathus wolcotti
- Isognathus woodi
- Isognathus zebra

- Isognathus allamandae
- Isognathus australis
- Isognathus caricae
- Isognathus excelsior
- Isognathus leachii
- Isognathus menechus
- Isognathus occidentalis
- Isognathus scyron
- Isognathus swainsonii